# Milena Ćeranić
Milena Ćeranić (serbisk kyrilliska Милена Ћеранић), född den 3 april 1986 i Kragujevac, är en serbisk sångare som blev känd när hon år 2009 deltog i musiktävlingen Zvezde Granda. I tävlingen kom hon på tolfte plats. Hon har släppt en singel, Ne može ljubav da nestane ("Kärleken kan inte försvinna").

## Album/Singlar
- Ne može ljubav da nestane